# Luis Maldonado Venegas
Luis Maldonado Venegas (Veracruz, Veracruz; 19 de noviembre de 1956 - Ciudad de México, 30 de abril de 2019) fue un abogado, administrador público, sociólogo, político y promotor cultural mexicano. Fue expresidente Nacional del partido Convergencia.

## Biografía
Estudió la licenciatura en Derecho en la Escuela Libre de Derecho y la Facultad de Derecho de la Universidad Nacional Autónoma de México y tenía un diplomado en Administración Pública en institutos de Administración Pública de Francia y de España.[cita requerida]
Entre los cargos administrativos se desempeñó como subsecretario de Desarrollo Social, asesor de la Presidencia de la República, secretario técnico de la Comisión Intersecretarial para el Impulso al Federalismo, subsecretario de Gobierno encargado del despacho y director general de Gobierno de la Secretaría de Gobernación. Colaboró en la Secretaría de Educación Pública, CONAL-SSP, Conasupo, Centro Histórico de la Ciudad de México, Departamento del Distrito Federal y Secretaría de Trabajo, entre otros; así como en organismos como la Sociedad Mexicana de Geografía y Estadística, Fideicomiso Horizonte Siglo XXI, Colegio Mexicano de Abogados, Fundación Azteca y Academia Mexicana de Derecho Internacional.[cita requerida]
De 1980 a 1983, fue profesor titular de la cátedra de derecho administrativo en la Facultad de Derecho de la UNAM. Entre 1991 y 1993, impartió clases en el Colegio de la Defensa Nacional, y a partir de 2008, era profesor titular de la cátedra de derecho administrativo en la Universidad de las Américas.[cita requerida]
De 1974 a 2000, fue miembro del Partido Revolucionario Institucional, donde se desempeñó como coordinador adjunto de la Coordinación General de la Campaña Presidencial de 2000; secretario general adjunto del Comité Ejecutivo Nacional en 2000, secretario de Prospectiva y Propaganda del CEN de 1996 a 1997 y subcoordinador de Planeación y Organización de la Campaña Presidencial de 1994.[cita requerida]
De 2003 a 2006 fue diputado de Convergencia por el estado de México y vicecoordinador del Grupo Parlamentario de Convergencia en la LIX Legislatura de la Cámara de Diputados.[cita requerida]
De agosto de 2008 hasta 2011 fue miembro del Grupo Parlamentario de Convergencia en la LX Legislatura del Senado de la República. Entró al senado como suplente de Luis Walton Aburto, después que este solicitara licencia para ser candidato a presidente municipal de Acapulco y posteriormente candidato a diputado federal. Aunque no obtuvo el triunfo en ninguno de los dos casos, respetó el acuerdo político para que el presidente de su partido se mantuviera en el Senado. Fue vicepresidente de Estrategia y Desarrollo Político del Comité Ejecutivo Nacional de su partido.[cita requerida]
Asimismo, en el ámbito académico, fue vicepresidente del Colegio Mexicano de Abogados; vicepresidente y miembro de número de la Academia Mexicana de Derecho Internacional; presidente del Consejo Directivo Nacional de la Legión de Honor de México; presidente del Patronato de la Academia Nacional de Historia; vicepresidente del Instituto Mexicano de Cultura; presidente del Fideicomiso Horizonte Siglo XXI; vicepresidente del Patronato del Museo de la Revolución Mexicana; vicepresidente del Instituto Mexicano de Ciencias y Humanidades, y presidente de la Sociedad Mexicana de Geografía y Estadística.[cita requerida]
Fue nombrado embajador de la Universidad de Salamanca.[cita requerida]
Participó en las negociaciones con el Ejército Zapatista de Liberación Nacional.[cita requerida]
El 30 de octubre de 2018, ingresó en el Consejo de la Crónica de la Ciudad de México, siendo el nuevo cronista de la CDMX, puesto que dejó vacante el también cronista, Guillermo Tovar de Teresa.[cita requerida]
Desde junio de 2018 y hasta su muerte, trabajó como como jefe de oficina del entonces secretario de Educación, Esteban Moctezuma.

## Obra escrita
- Versos evangélicos